# Birke Haylom
Birke Haylom, née le 6 janvier 2006 est une athlète éthiopienne, spécialiste du 1 500 mètres.

## Biographie
Elle remporte à l'âge de 16 ans la médaille d'or du 1 500 m lors des championnats du monde juniors 2022 à Cali, dans le temps de 4 min 4 s 27.
En février 2023, elle obtient la médaille de bronze du relais mixte aux championnats du monde de cross-country à Bathurst. Le 28 mai 2023, lors du meeting Ligue de diamant de Rabat, elle termine troisième de l'épreuve du 1 500 m en descendant pour la première fois de sa carrière sous les 4 minutes (3 min 57 s 66). Le 15 juin suivant, elle remporte le meeting des Bislett Games à Oslo, en établissant un nouveau record du monde junior du mile en 4 min 17 s 13.

## Palmarès
| Date | Compétition                    | Lieu     | Résultat | Épreuve      | Temps        |
| ---- | ------------------------------ | -------- | -------- | ------------ | ------------ |
| 2022 | Championnats du monde juniors  | Cali     | 1re      | 1 500 m      | 4 min 4 s 27 |
| 2023 | Championnats du monde de cross | Bathurst | 3e       | Relais mixte | 23 min 21 s  |
| 2023 | Championnats du monde          | Budapest | 9e       | 1 500 m      | 4 min 1 s 51 |

## Records
| Épreuve | Temps                 | Lieu   | Date             |
| ------- | --------------------- | ------ | ---------------- |
| 1 500 m | 3 min 53 s 22         | Xiamen | 20 mai 2024      |
| Mile    | 4 min 17 s 13 (WU20R) | Oslo   | 1er juillet 2021 |
| 5 000 m | 14 min 23 s 71        | Eugene | 25 mai 2024      |